# 353 North Clark
353 North Clark est un gratte-ciel situé au 353 North Clark Street dans le secteur communautaire de Near North Side à Chicago, dans l'État de l'Illinois aux États-Unis. Œuvre de l'architecte Dirk Lohan, de la firme d'architectes Dirk Lohan Anderson, la construction s'est achevée en 2009.

## Description
Le gratte-ciel compte 45 étages avec un total de 1 173 643 pieds carrés (109 035 m²) de surface au sol. 353 North Clark abrite les bureaux de la firme Jenner & Block, un cabinet d'avocats, l'Intercontinental Exchange, une société de services financiers, Mesirow Financial, une société de services financiers, et Ventas, une société immobilière. En 2014, Empire, une série télévisée créée pour Fox Broadcasting Company, a commencé à tourner dans son hall.